# De Staat (band)

Circlepit tijdens het nummer Witch Doctor tijdens de Zwarte Cross 2016.

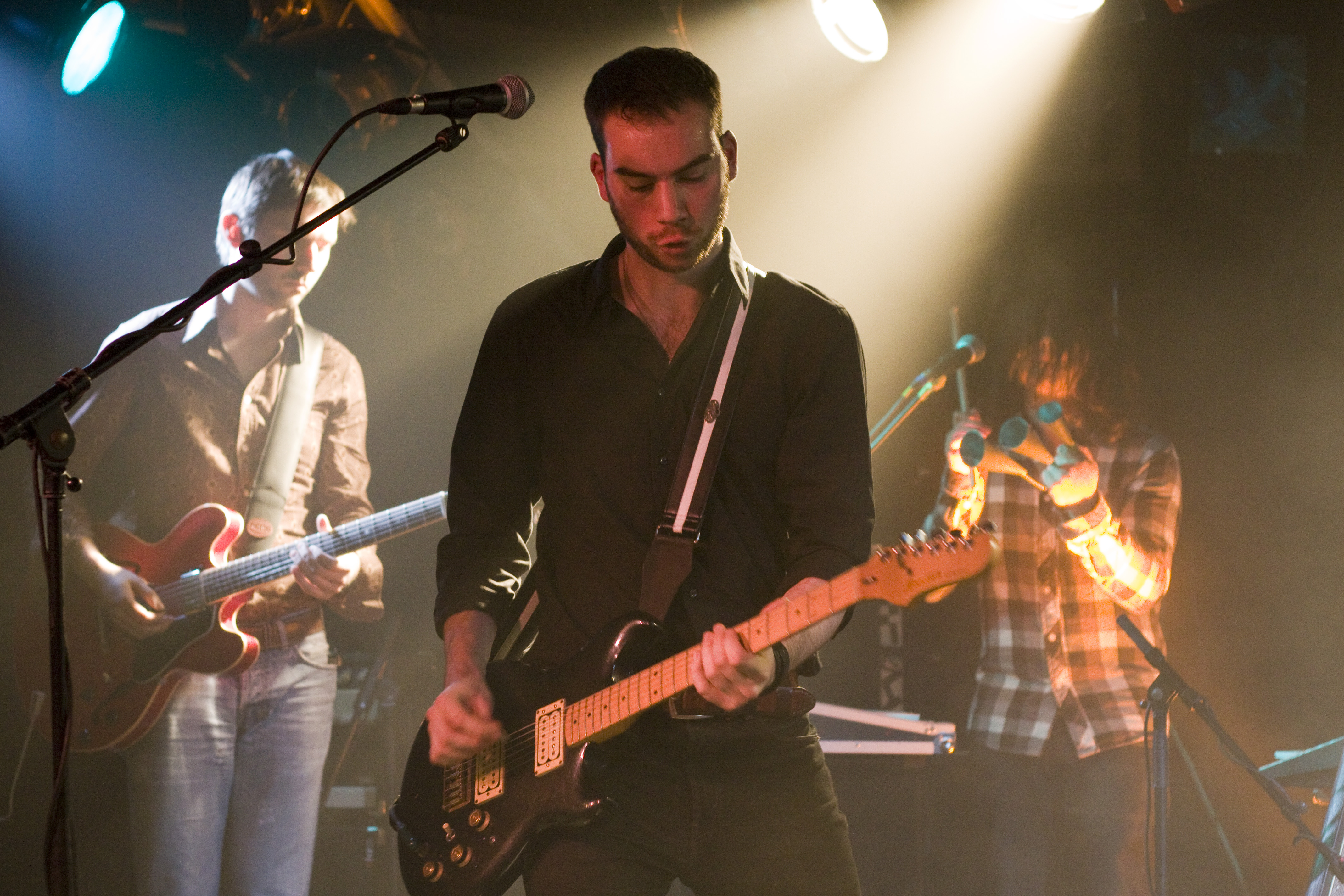
De Staat bij Unitas (Wageningen) in 2008

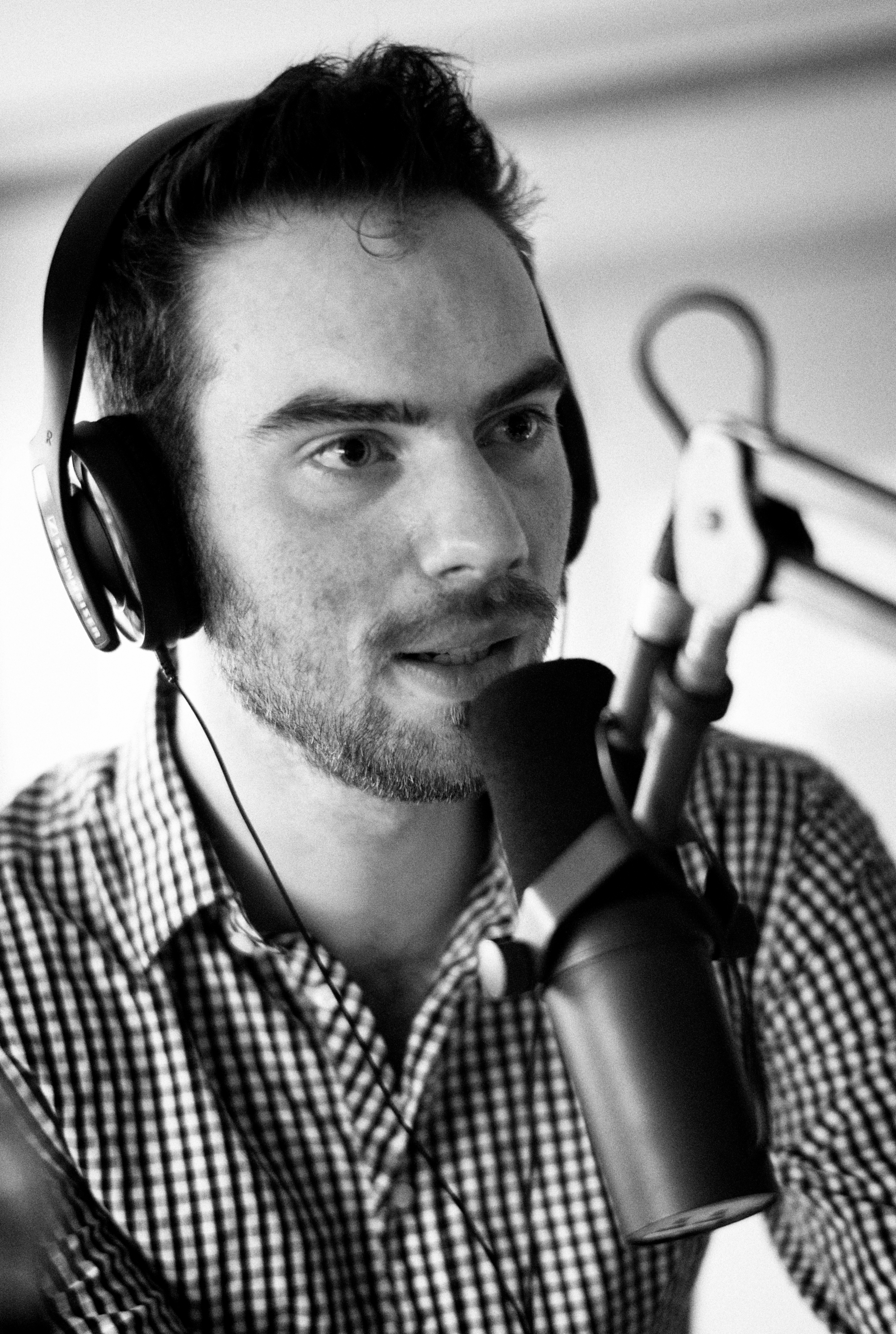
Zanger Torre Florim

De Staat is een Nederlandse rockband uit Nijmegen. De band speelt sinds september 2007 in zijn huidige bezetting en is geformeerd rondom zanger en liedjesschrijver Torre Florim. De band dankt zijn naam aan een gelijknamige compositie uit de jaren zeventig van Louis Andriessen.

## Biografie
In 2007 verscheen de eerste demo van de band met nummers die in het woonhuis van de leadzanger in de Nijmeegse wijk Wolfskuil waren opgenomen. In 2008 tekenden ze bij Excelsior Recordings en in 2009 kwam het eerste album Wait for evolution uit. De band werd bij het opnemen van zijn eerste album geholpen door verschillende artiesten, onder wie The Bloody Honkies en Fuck The Writer. Het album werd door verschillende media uitgeroepen tot album van het jaar en won de 3voor12 Beste Album Award.
De Staat vergezelde de Vlaamse band dEUS op zijn tournee door Engeland en speelde daarnaast op Pinkpop 2009. In datzelfde jaar speelden ze op Lowlands, Dour en op het Sziget-festival in Hongarije. Van het concert op Lowlands is in 2009 een dvd Live@Lowlands 2009 uitgebracht, waarop ook gastbijdragen van Bram Hakkens (Kyteman's Hiphop Orkest) en Bas Bron staan. Chris Goss, producer van Queens of the Stone Age en frontman van Masters Of Reality zag de show op Lowlands en was enthousiast. Dat leidde eind 2009 in een deal met Mascot Records, ook het label van Masters Of Reality.
Begin 2010 werd De Staat genomineerd voor de 3FM Awards als beste artiest in de categorie alternative en Wait for Evolution in de categorie Beste Album. Ook speelde de band in het voorprogramma van de Welshe band Stereophonics in de Heineken Music Hall.
In 2010 werd het debuutalbum uitgebracht in de rest van Europa en tourde de band door Europa, Canada en Amerika. Zo stond de band onder andere op het Glastonbury Festival, Reeperbahn en NXNE.
In maart 2011 kwam het tweede album Machinery uit. De eerste single van dat album heet 'Sweatshop', de tweede 'I'll Never Marry You'. In april 2011 ontving De Staat een 3FM Award voor Best Alternative. In april 2012 wist het deze prijs te prolongeren.
In september 2013 kwam het derde album I_CON uit. Het eerste nummer dat uitkwam, was 'Make Way For The Passenger' en het nummer heeft een lyric-video. Het nummer 'Devil's Blood' werd gekozen als eerste officiële single en heeft een videoclip. Het nummer 'Down Town' was de soundtrack voor het videospel FIFA 14. I_CON haalde de tweede plaats in de Nederlandse album top 100, en op 31 maart 2014 ontving De Staat een Edison voor het album in de categorie Rock. De videoclip van het nummer 'Witch Doctor', gemaakt samen met Studio Smack en Floris Kaayk, verscheen pas twee jaar later en won meerdere internationale prijzen. In 2019 riep 3voor12 de videoclip uit tot beste Nederlandse videoclip ooit.
In 2014 werd de ep Vinticious Versions uitgebracht, met nieuwe versies van eigen nummers van de eerste drie albums en een videocompetitie bij elk van de nummers op YouTube. In januari 2016 verscheen het vierde album O. In het voorjaar van 2016 verzorgde de band het voorprogramma in een deel van de Drones Tour van Muse in Europa.
De Staat trad twee keer op tijdens Pinkpop 2016 nadat de Zweedse metalband Ghost afzegde wegens stemproblemen bij de zanger. Volgens de organisatie was De Staat de Brand Bier Stage, waar ze de eerste keer optraden, ontgroeid.
In augustus 2016 werd bekend dat aan de band voor de periode 2017-2020 een jaarlijkse subsidie van 236.200 euro werd toegekend door het Fonds Podiumkunsten. De band had het subsidiebedrag aangevraagd, plus een bijdrage talentontwikkeling van 46.300 euro die niet werd toegekend. Hierover ontstond enige ophef in de sociale media. Die ophef werd onder andere gevoed door het feit dat bandmanager Arjo Klingens, die de subsidieaanvraag indiende, adviseur was voor het Fonds Podiumkunsten. Volgens het fonds was er geen sprake van belangenverstrengeling aangezien Klingens niet geadviseerd heeft in de meerjarige subsidies.
In november 2016 werd het eerste live-album van de band uitgebracht: Live in Utrecht. Het album werd opgenomen bij het optreden in TivoliVredenburg tijdens de O-tournee in februari 2016.
In 2017 werd de Gouden Notekraker aan hen toegekend. In het najaar van 2017 vonden de 'In The Round' shows plaats op het terrein van de Vasim in thuisstad Nijmegen. In deze vier speciale shows speelde de band op een rond podium tussen het publiek in.
Op 18 januari 2019 bracht de band hun zesde studioalbum 'Bubble Gum' uit. Diezelfde dag speelde de band tijdens Eurosonic een surprise-releaseshow in de Vera in Groningen.
In 2020 deed De Staat en kleine tour "De Staat On The Big Screen". De band nam tijdens deze avonden het publiek mee in het maakproces van hun eigenzinnige muziekvideos. Regisseurs, filmmakers en de band zelf waren aanwezig om te praten over de samenwerking met De Staat en over hoe het eindresultaat tot stand is gekomen. Eric Corton was de gastheer tijdens deze avonden en heeft zowel bandleden, waaronder frontman Torre Florim en de filmmakers, geïnterviewd.
Met het nummer Witch Doctor wonnen ze in 2019, 2020 en 2021 en 2022 de 3FM Festival Top 999.
Op 4 november 2021 bracht De Staat drie nummers tegelijk uit: Look at me, Numbers Up en What Goes, Let Go. In plaats van kiezen voor een album, is dit de eerste van een reeks ep's met daarop drie nummers die ieder bij een kleur past (blauw, geel, rood). En die kleuren staan weer voor een bepaalde sfeer: rood is duister en hard, geel is lichtvoetig en blauw melancholisch. ‘Vooralsnog betekent dit geen album, maar een open traject waar muziek aan toegevoegd kan worden, totdat de band voelt dat er een hoofdstuk af is’, aldus de band in een persbericht.
In juni 2023 bracht De Staat het driedubbele album Red / Yellow / Blue uit.

## Discografie
Studioalbums
- Wait For Evolution, 2009
- Machinery, 2011
- I_CON, 2013
- O, 2016
- Bubble Gum, 2019
- Red / Yellow / Blue, 2023

## Hitlijsten

### Albums
| Album               | Verschijnen | Label      | Hitlijsten | Hitlijsten | Hitlijsten | Hitlijsten | Opmerkingen |
| Album               | Verschijnen | Label      | BE (VL)    | BE (VL)    | NL         | NL         | Opmerkingen |
| Album               | Verschijnen | Label      | Piek       | Weken      | Piek       | Weken      | Opmerkingen |
| ------------------- | ----------- | ---------- | ---------- | ---------- | ---------- | ---------- | ----------- |
| Wait for Evolution  | 09-01-2009  | Excelsior  | -          | -          | 13         | 23         |             |
| Machinery           | 04-03-2011  | Cool Green | -          | -          | 4          | 24         |             |
| I_CON               | 16-09-2013  | Cool Green | -          | -          | 2          | 8          |             |
| Vinticious Versions | 21-11-2014  | Mascot     | -          | -          | 26         | 7          | ep          |
| O                   | 15-01-2016  | Caroline   | 127        | 2          | 5          | 35         |             |
| Live in Utrecht     | 25-11-2016  | Caroline   | -          | -          | 64         | 2          | livealbum   |
| Bubble Gum          | 18-01-2019  | Caroline   | 103        | 1          | 4          | 7          |             |

### Singles
| Lied                           | Verschijnen | Album     | Hitlijsten | Hitlijsten | Hitlijsten  | Hitlijsten  | Hitlijsten   | Hitlijsten   | Opmerkingen              |
| Lied                           | Verschijnen | Album     | BE (VL)    | BE (VL)    | NL (Top 40) | NL (Top 40) | NL (Top 100) | NL (Top 100) | Opmerkingen              |
| Lied                           | Verschijnen | Album     | Piek       | Weken      | Piek        | Weken       | Piek         | Weken        | Opmerkingen              |
| ------------------------------ | ----------- | --------- | ---------- | ---------- | ----------- | ----------- | ------------ | ------------ | ------------------------ |
| "Sweatshop"                    | 2011        | Machinery | -          | -          | tip13       | -           | 31           | 4            |                          |
| "Ah, I See"                    | 2011        | Machinery | -          | -          | -           | -           | 63           | 1            |                          |
| "Devil's Blood"                | 2013        | I_Con     | -          | -          | tip7        | -           | -            | -            |                          |
| "Make the Call, Leave It All"  | 2016        | O         | tip        | -          | -           | -           | -            | -            | Nr. 45 in de Mega Top 50 |
| "Kitty, Kitty (Soulwax Remix)" | 2019        | -         | tip        | -          | -           | -           | -            | -            |                          |

### NPO Radio 2 Top 2000
| Nummers met noteringen in de NPO Radio 2 Top 2000 | '16  | '17 | '18 | '19 | '20 | '21 | '22 | '23 | '24 |
| ------------------------------------------------- | ---- | --- | --- | --- | --- | --- | --- | --- | --- |
| The Fantastic Journey of the Underground Man      | 1638 | -   | -   | -   | -   | -   | -   | -   | -   |
| Witch Doctor                                      | 1439 | 533 | 695 | 460 | 590 | 568 | 422 | 536 | 555 |

1. ↑  Een '-' betekent dat het nummer niet was genoteerd en een vetgedrukt getal geeft de hoogste notering van een nummer aan.
2. ↑  2016 was het eerste jaar met een notering voor De Staat.